# Georg Dragendorff

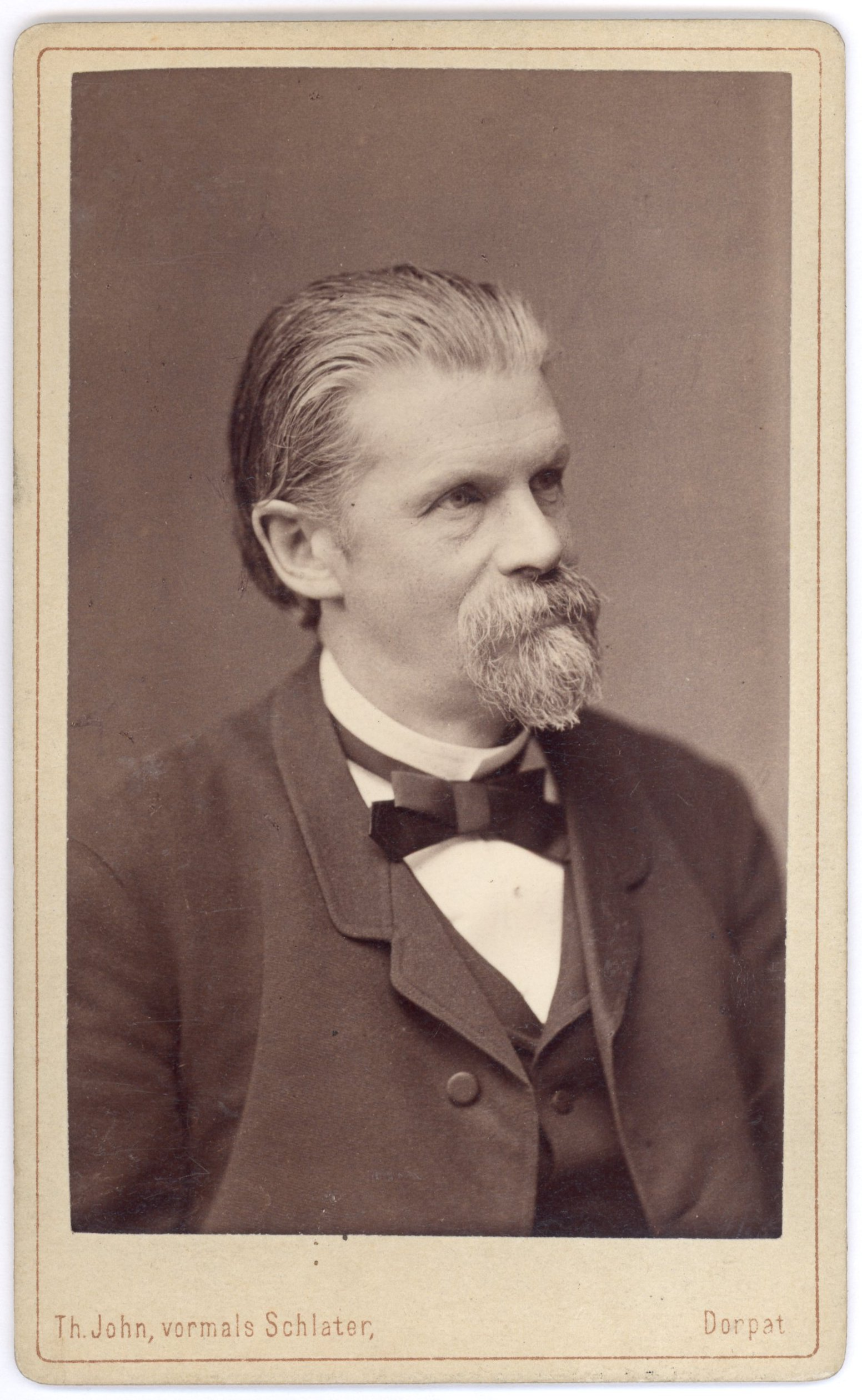
Georg Dragendorff

Johann Georg Noël Dragendorff (* 20. April 1836 in Rostock; † 7. April 1898 ebenda) war ein deutscher Pharmazeut und Pharmaziehistoriker in Dorpat.

## Leben
Georg Dragendorff war Sohn des Rostocker Privatdozenten und Domanialamtsarztes Ludwig Dragendorff (1811–1856). Er studierte in seiner Heimatstadt unter Franz Ferdinand Schulze. 1856 wurde er Mitglied des Corps Obotritia. 1861 wurde er in Rostock zum Dr. phil. promoviert.  Schon 1864 erhielt er einen Ruf als ordentlicher Professor für Pharmazie an die Kaiserliche Universität Dorpat, wo er 30 Jahre tätig war. 1872 veröffentlichte er seine Erkenntnisse zum Dragendorff-Reagenz. Aus politischen Gründen wurde er 1894 genötigt, seinen Abschied zu nehmen. Er zog sich nach Rostock zurück und blieb dort wissenschaftlich beschäftigt. Sein Hauptwerk Heilpflanzen erschien erst postum. Ernst Dragendorff, Hans Dragendorff und Otto Dragendorff waren seine Söhne. Im Jahr 1872 wurde Georg Dragendorff Ehrendoktor der medizinischen Fakultät der Ludwig-Maximilians-Universität München.

## Schriften

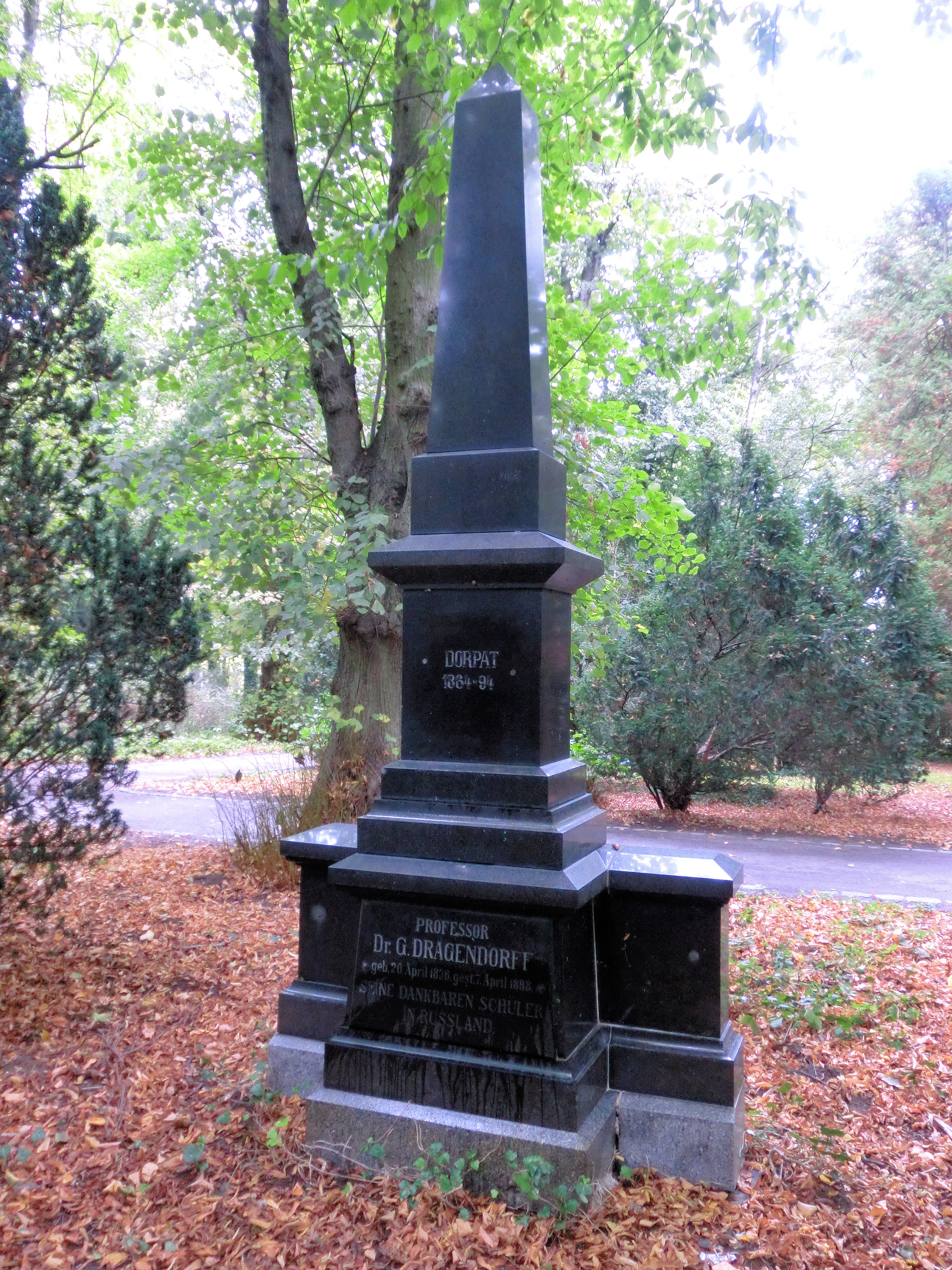
Grab Dragendorffs auf dem Alten Friedhof Rostock (heute Lindenpark)

- Die gerichtlich-chemische Ermittelung von Giften in Nahrungsmitteln, Luftgemischen, Speiseresten, Körpertheilen etc. 1. Auflage. H. Schmitzdorff, St. Petersburg 1868 (Digitalisat) 2. Aufl. ebenda 1876; 3. und 4. Auflage Vandenhoeck & Ruprecht, Göttingen 1888 bzw. 1895.
- Beiträge zur gerichtlichen Chemie einzelner organischer Gifte: Untersuchungen aus dem pharmaceutischen Institute in Dorpat. Schmitzdorff, St. Petersburg 1872 (Digitalisat)
- Die qualitative und quantitative Analyse von Pflanzen und Pflanzentheilen. Mit eingedruckten Holzschnitten und einer lithogr. Tafel. Vandenhoeck & Ruprecht, Göttingen 1882 (Digitalisat der Universitäts- und Landesbibliothek Düsseldorf).
- Die Heilpflanzen der verschiedenen Völker und Zeiten. Ihre Anwendung, wesentlichen Bestandtheile und Geschichte. Ein Handbuch für Ärzte, Apotheker, Botaniker und Droguisten. Ferdinand Enke, Stuttgart 1898 (Digitalisat); Neudruck: Werner Fritsch, München 1967; Reprographischer Nachdruck: München 1968.